# Fylld av längtan jag ej kan förklara
Fylld av längtan jag ej kan förklara är en sång med text av Margaret MacMillan, översatt till svenska av Karin Hartman och tonsatt av Brindley Boon.

## Publicerad i
- Frälsningsarméns sångbok 1990 som nr 397 under rubriken "Helgelse".